# نمودار هوانوردی

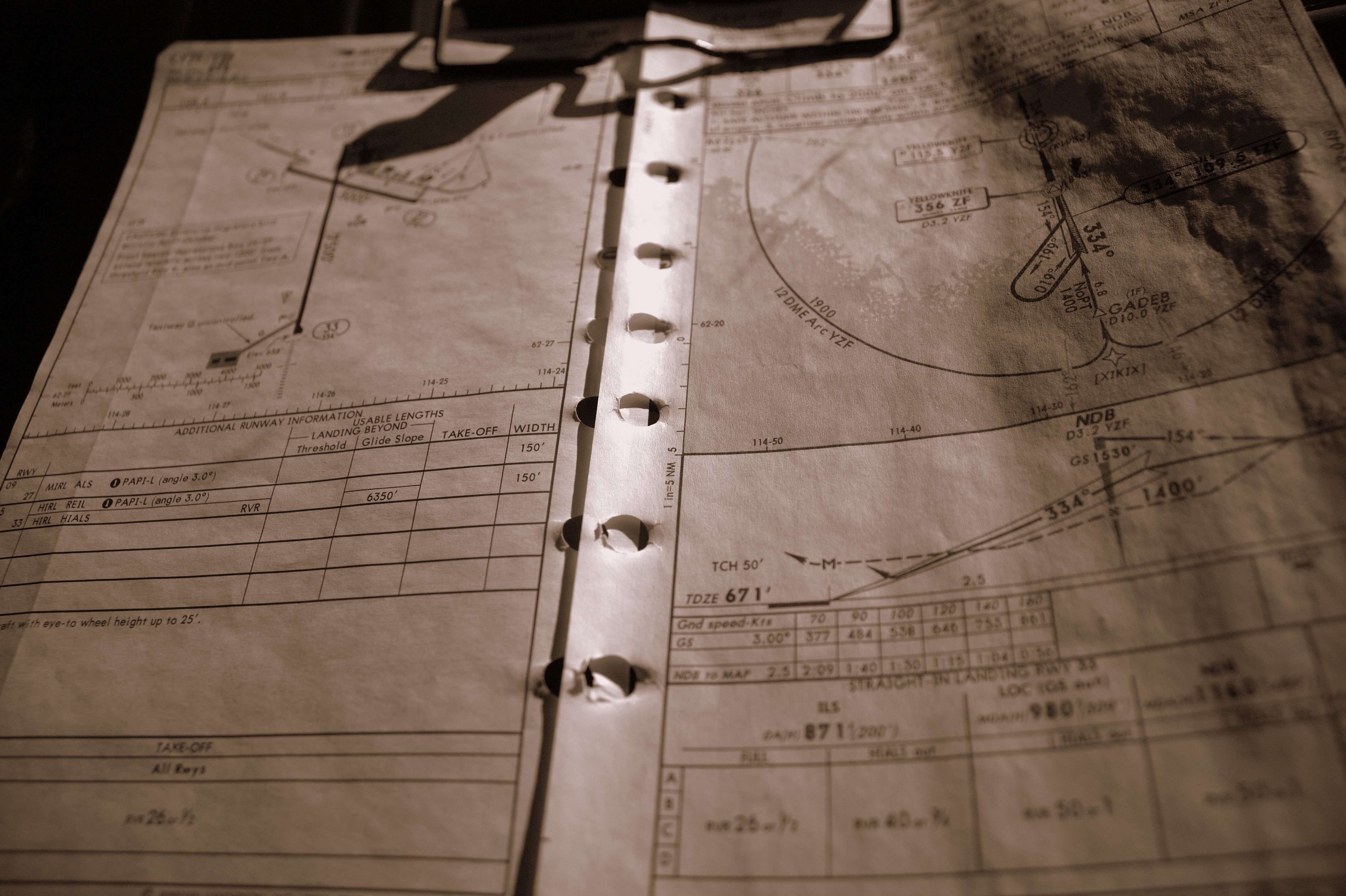
نمایی از یک نمودار هوانوردی فرودگاه یلونایف، کانادا - ۲۰۰۹

نمودار هوانوردی یا نقشه هوانوردی نقشه‌ای است که برای کمک به ناوبری هواگرد طرحی شده است. نمودار هوانوردی مانند نمودار دریانوردی برای شناور یا نقشه راه برای خودرو است. با استفاده از این نمودارها و دیگر ابزارها، خلبانان می‌توانند موقعیت مکانی خود، بلندای ایمن، بهترین مسیر برای رسیدن به مقصد، کمک‌های ناوبری در مسیر، منطقه‌های قابل فرود در صورت وضعیت اضطراری، و دیگر اطلاعات مفید مانند فرکانس‌های رادیویی و مرزهای هوایی را بیابند. این نمودارها برای همه چیزهای روی زمین و نمودارهای دوربرد برای جابجایی‌های بین اقیانوس هستند.
نمودارهای ویژه برای هر فاز پرواز استفاده می‌شوند و ممکن است از نقشه یک مجموعه فرودگاهی ویژه تا نگاه کلی به مسیرهای ابزاری که همه یک قاره (مانند نمودارهای ناوبری جهانی) و گونه‌های بسیاری که بین این دو قرار می‌گیرند، فرق کند.
نمودارهای پرواز دیداری برپایه سنجه دسته‌بندی شده‌اند که به‌اندازه منطقه‌ای که یک نقشه پوشش می‌دهد بستگی دارد. هنگامی که منطقه بزرگتری در نمودار نشان داده می‌شود از مقدار جزئیات نشان داده شده کاسته می‌شود.

## گونه‌ها
- نمودار هوانوردی جهانی سنجه ۱:۱,۰۰۰,۰۰۰ دارد و منطقه نسبتاً بزرگی را پوشش می‌دهد. بیرون از پوشش نمودار هوانوردی جهانی، ممکن است از نمودارهای ناوبری عملیاتی استفاده شود که از مقیاسی برابر نمودارهای هوانوردی جهانی استفاده می‌کنند. اما برخی اطلاعات مهم مانند محدودیت‌های مرزهای هوایی را حذف می‌کنند.
- نمودار بخشی معمولاً محدوده‌ای به‌اندازه ۵۴۷ کیلومتر در ۵۴۷ کیلومتر (۳۴۰ مایل در ۳۴۰ مایل) را پوشش می‌دهد. سنجه این نمودارها ۱:۵۰۰,۰۰۰ است و در دوطرف برگه کاغذ چاپ می‌شوند.
- نمودار منطقه پایانه قوانین پرواز دیداری با سنجه و پوشش مناسب (۱:۲۵۰,۰۰۰) برای منطقه‌های نزدیک به فرودگاه‌های بزرگ ساخته می‌شوند. آنها ممکن است در منطقه‌های با تراکم ترابری هوایی زیاد، مسیرهای پروازی قوانین پرواز دیداریِ بهتر را نشان دهند.

## نمودارهای قوانین پرواز ابزاری
هنگامیکه یک هواگرد تحت  قوانین پرواز ابزاری پرواز می‌کند در بیشتر مواقع، خلبان هیچ دسترسی دیداری به زمین ندارد و بنابراین باید به کمک ابزارهای درونی (مانند سامانه موقعیت‌یاب جهانی) یا بیرونی (مانند محدوده همه سویه فرکانس بسیار بالا) برای ناوبری کمک می‌گیرد. اگرچه در برخی موقعیت‌ها ممکن است مراقبت پرواز، با فرستادن جهت‌های راداری، مسیر هواگرد را هدایت کند. این کار معمولاً برای روان‌سازی جریان ترافیک هوایی انجام می‌شود و به معنی ناوبری یک سویه هواگرد به یک نقطه مهم (مانند مکانی که قرار است هواگرد آغاز به فرود کند) نیست. 
در نمودارهای مورد استفاده در قوانین پرواز ابزاری با توجه به موقعیت مکانی هر نقطه‌مسیر، اطلاعات بسیار زیادی وجود دارند که به آنها مکان ثابت می‌گویند. مکان ثابت با اندازه‌گیری گونه‌های مختلف برج دیدبانی الکترونیک و مسیرهای پیوند دهنده این نقطه‌مسیرها تعریف می‌شود. در نمودارهای قوانین پرواز ابزاری اطلاعات مکان‌نگاری محدودی نشان داده می‌شوند. اگرچه کمینه بلندای ایمن پرواز در مسیرها نشان داده شده‌اند.
سنجه نمودار در مسیر که بلندی‌های کم و زیاد را نشان می‌دهد بستگی به انبوهی اطلاعات ناوبری لازم در نزدیکی آن دارد.
اطلاعات بدست آمده از نمودارهای قوانین پرواز ابزاری به سامانه مدیریت پرواز یا خلبان خودکار داده می‌شوند تا کارهای لازم برای ادامه پرواز در مسیر مورد نظر یا انحراف از مسیر را آسان‌تر کند.
مستندات چاپ شده برای فرایند پایانه مانند جزوه‌های مسیر فرود پایانه استاندارد، جزوه‌های برخاست ابزاری استاندارد و دیگر اسنادی هستند که جزئیات فرود، برخاست، و دیگر فعالیت‌های پروازی را در هر فرودگاه تایید شده با داشتن دستکم بخشی از) امکانات ابزاری را توضیح می‌دهند.

## دسترسی
نمودارهای هوانوردی را می‌توان در اپراتور پایگاه-ثابت، اینترنت، یا برگه‌دان لوازم هوانوردی یافت. همچنین می‌توان آنها را به صورت برخط در وبگاه اداره هوانوردی فدرال دید. در بخش پیوند به بیرون این نوشتار برخی وبگاه‌های ارائه دهنده این نمودارها آورده شده‌اند.